# Stade de Gerland
Stade de Gerland är en idrottsarena i Lyon i Frankrike. Arenan är kommunalägd och tidigare hemmaplan för Olympique Lyonnais i fotboll. Kapaciteten är 41 044.
Den ursprungliga arenan designades av arkitekten Tony Garnier. Arenan har dock byggts om tre gånger – 1960, 1980 och 1998.
Under Världsmästerskapet i fotboll 1998 spelades 6 matcher på arenan och även under Världsmästerskapet i rugby 2007 spelades flera matcher på arenan.
I 2003 års  Fifa Confederations Cup inträffade ett dödsfall på planen. Marc-Vivien Foé föll ihop och dog på planen under en match mellan Kamerun och Colombia.